# Řecko na Letních olympijských hrách 1908
Řecko se účastnilo Letní olympiády 1908 v Londýně. Zastupovalo ho 20 mužů ve 3 sportech.

## Medailisté
| Medaile | Jméno                    | Sport    | Soutěž                        |
| ------- | ------------------------ | -------- | ----------------------------- |
| Stříbro | Konstantinos Tsiklitiras | Atletika | Muži skok daleký z místa      |
| Stříbro | Konstantinos Tsiklitiras | Atletika | Muži skok vysoký z místa      |
| Stříbro | Michalis Dorizas         | Atletika | Muži hod oštěpem volný způsob |